# (149450) 2003 CE14
149450 (2003 CE14) là một tiểu hành tinh vành đai chính được phát hiện ngày 6 tháng 2 năm 2003 bởi James Whitney Young ở Đài thiên văn Núi bàn gần Wrightwood, California.